# Triportheus nematurus
Triportheus nematurus es una especie de peces de la familia Triportheidae en el orden de los Characiformes.

## Morfología
Los machos pueden llegar alcanzar los 15,8 cm de longitud total.

## Hábitat
Vive en zonas de clima tropical.

## Distribución geográfica
Se encuentran en Sudamérica: cuenca de los ríos Paraná y Paraguay.